# Edith Villiers
Lady Edith Villiers, condessa de Lytton (Londres, 15 de setembro de 1841 – Knebworth, 17 de setembro de 1936), foi uma nobre inglesa.
Ela era mãe da sufragista Lady Constance Bulwer-Lytton e do atleta Neville Lytton.

## Biografia
Era filha de Edward Ernest Villiers (1806-1843) e da sua esposa, Elizabeth Charlotte Liddell. Ela era neta de George Villiers, o filho mais novo de Thomas Villiers, 1.º Conde de Clarendon.

## Casamento
Em 4 de outubro de 1864, ele se casou com Robert Bulwer-Lytton, 1.º Conde de Lytton, filho de Edward George Bulwer-Lytton, 1.º Barão Lytton de Knebworth, e da sua esposa, Rosina Doyle Wheeler. Eles tiveram sete filhos:
- Edward John Rowland Bulwer-Lytton (1865-1871)
- Lady Elizabeth Edith "Betty" Bulwer-Lytton (12 de junho de 1867 - 28 de março de 1942), casou-se com Gerald Balfour, 2.º Conde de Balfour, tiveram seis filhos;
- Lady Constance Georgina Bulwer-Lytton (1869-1923);
- Meredith Henry Edward Bulwer-Lytton (1872-1874);
- Lady Emily Bulwer-Lytton (1874-1964), casada com Edwin Landseer Lutyens, tiveram cinco filhos;
- Victor Bulwer-Lytton, 2.º Conde de Lytton (1876-1947), casou-se com Pamela Chichele-Plowden, tiveram quatro filhos;
- Neville Bulwer-Lytton, 3.º Conde de Lytton (6 de fevereiro de 1879 - 9 de fevereiro de 1951).

Ela ocupou o cargo de Senhora do Quarto de Dormir da Rainha Vitória e Rainha Alexandra.

## Morte
Ele morreu em 17 de setembro de 1936, aos 95 anos.